# Altocumulus floccus
L'altocumulus floccus est un type d'altocumulus dans lequel chaque élément nuageux est constitué par un petit flocon d'aspect cumuliforme, dont la partie inférieure, plus ou moins déchiquetée, est souvent accompagnée de virga,. Le terme floccus s'applique également à des formes équivalentes de cirrus, aux cirrocumulus et aux stratocumulus.

## Formation et disparition
Les altocumulus floccus sont généralement formés par l'élévation d'une masse d'air humide par un front froid à des températures de −10 °C à environ 4 km d'altitude par la coalescence de gouttelettes d'eau en surfusion et de petits cristaux de glace. Ceci donne parfois une couleur gris-blanc à ces nuages selon la température dans les couches supérieures. La nature éparses de ces nuages est reliée à la présence de courant ascendants et descendants très près les uns des autres.
Ces altocumulus peuvent engendrer des virgas constituées de cristaux de glace ou de neige si ceux-ci sont suffisamment élevés pour être constitués de gouttelettes d'eau en surfusion prêtes à geler. Par effet Bergeron, ces minuscules cristaux de glace vont coalescer la vapeur d'eau environnante et vont donc grossir très rapidement pour entraîner des précipitations solides et faire disparaître le nuage.
En langage populaire, ces nuages sont appelés « Jellyfish clouds » (ou nuages en forme de méduse). Le nom officiel est altocumulus floccus virga. Le nom scientifique le plus habituellement utilisé est « glaciating altocumulus » (ou altocumulus givrants),.

## Identification des altocumulus floccus

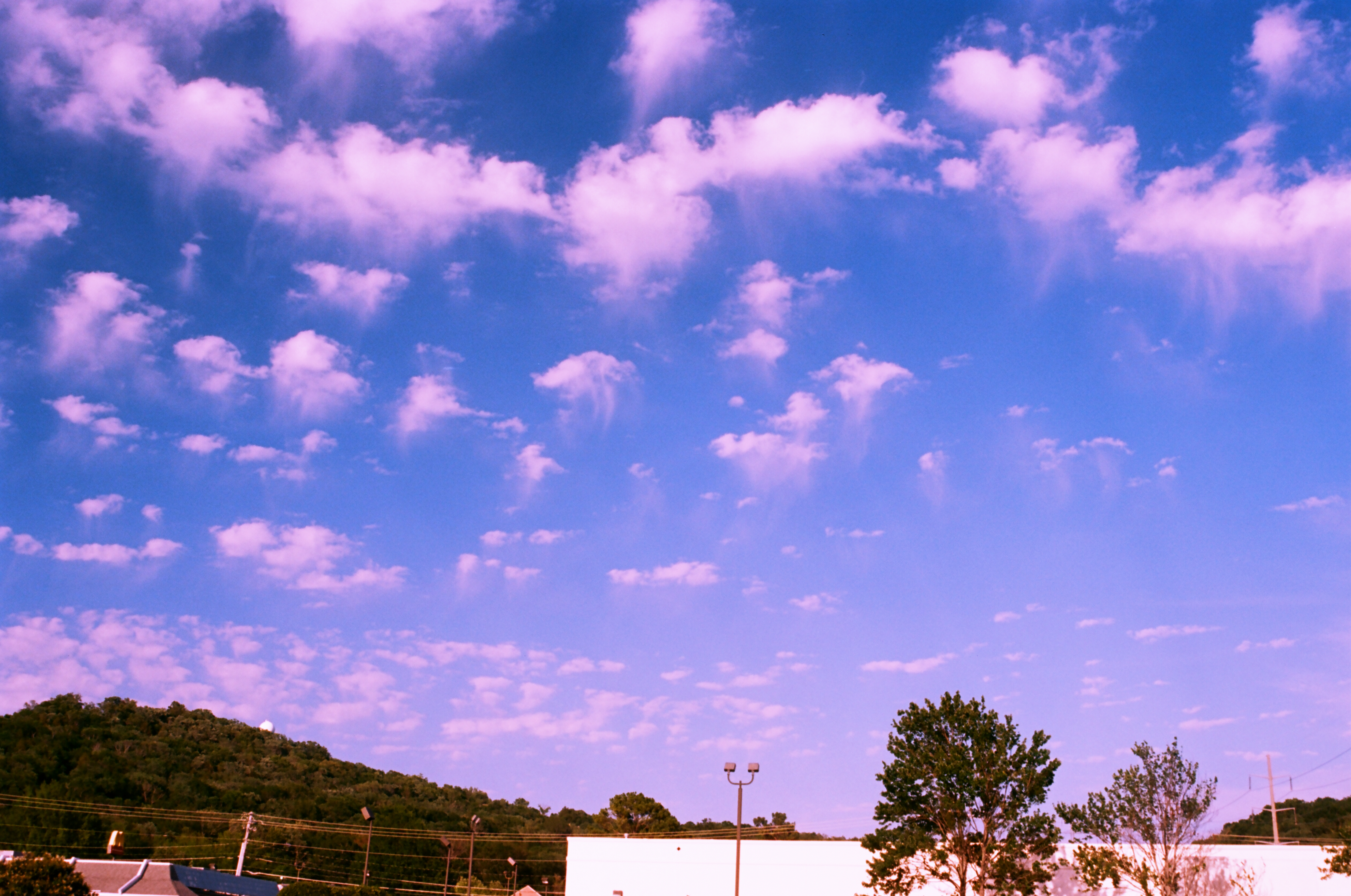
Altocumulus floccus à environ 6 km d'altitude donnant des virgas au sud de Huntsville, Alabama

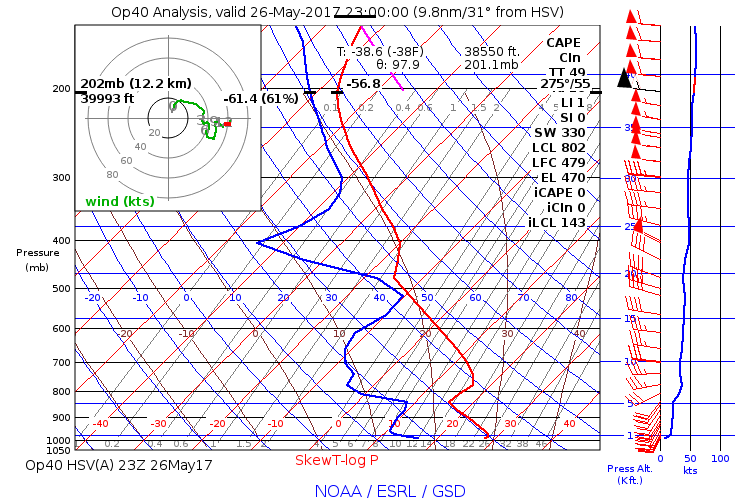
Sondage atmosphérique effectué au-dessus de Huntsville à 23:00Z montrant les bancs d'altocumulus et la température de -12 ⁰C

Les altocumulus floccus ont une extension verticale trop limitée pour donner des précipitations notables et généralement elles se résument à de la virga sous le nuage. Ils indiquent cependant qu'il y a généralement une certaine instabilité de l'air dans le niveau à partir duquel les nuages sont produits et annoncent donc le développement probable d'averses de pluie ou de neige éparses lors du réchauffement diurne.
Cela fut corroboré le 26 mai 2017 où des altocumulus floccus étaient présents dans le ciel au-dessus de Huntsville (Alabama). Ainsi, le 27 mai, un système pluvio-orageux se développa sur la région. Les images de gauche montrent des bancs d'altocumulus floccus qui étaient à environ 5 800 m d'altitude ainsi que le sondage atmosphérique RUC associé. Ce dernier donnait une altitude de 5 600 m. La température à ce niveau là était de −12 ⁰C et l'on peut donc supposer que ces virgas étaient constitués de neige légère. On remarquera que même les plus petits flocons donnaient des précipitations. Au vu de la hauteur de ces nuages et à la présence de virgas prononcés, il est clair que ces nuages ne sont pas des cumulus humilis.
Ces données sont confirmées par le METAR de 23:00Z qui affirmait qu'il y avait des nuages épars à 6 000 m. Le METAR de Birmingham (Alabama) donnait une hauteur de 5 300 m.
Le METAR est le suivant :
```
262253Z 20012KT 10SM SCT200 29/16 A2991 RMK AO2 SLP122 T02890161=
```

Ce METAR dit donc que la température était de 28,9 ⁰C, le point de rosée était de 16,1 ⁰C, la visibilité supérieure à 10 milles romains, le vent de secteur sud-ouest (220 degrés) à 22 km/h, la pression atmosphérique ramenée au niveau de la mer était de 1 015 hPa et finalement qu'il y avait des nuages épars à 6 000 m. D'après la formule de Hennig, s'il y avait des cumulus engendrés par une convection partant du sol, la base d'iceux serait à {\displaystyle h=(28.9-16.1)\times 125=1600} mètres ce qui est loin des 5 800 mètres énoncés précédemment. Ces nuages sont donc des altocumulus.

## Nuage vu d'avion
L'épaisseur de ces nuages varie généralement entre 500 m et 1 000 m. Cependant dans certains cas, l'extension verticale peut atteindre 3 km.
Au-dessous du nuage
Vus d'en-dessous les altocumulus ont un aspect diffus. Les cellules ne sont pas exactement au même niveau et les nuages sont blanchâtres ou grisâtres. La turbulence est de faible à modérée.
À l'intérieur du nuage
Ces nuages peuvent engendrer un givrage faible. La turbulence est variable et est de faible à assez forte.
Au-dessus du nuage
Ces nuages ressemblent soit à des cumulus humilis ou mediocris entourés ou sortant d'une plage ayant un aspect laiteux, soit à des cumulus congestus (ou de manière équivalente à des altocumulus castellanus vus d'au-dessus) lorsque l'épaisseur de ces nuages atteint les 3 km.